# Hotot-en-Auge
Hotot-en-Auge – miejscowość i gmina we Francji, w regionie Normandia, w departamencie Calvados.
Według danych na rok 1990 gminę zamieszkiwało 300 osób, a gęstość zaludnienia wynosiła 12 osób/km² (wśród 1815 gmin Dolnej Normandii Hotot-en-Auge plasuje się na 596. miejscu pod względem liczby ludności, natomiast pod względem powierzchni na miejscu 61.).